# Wapen van Wommelgem

Het huidige wapen van Wommelgem.

Het Wapen van Wommelgem is het heraldisch wapen van de Antwerpse gemeente Wommelgem. Het werd voor het eerst op 6 oktober 1819 door de Hoge Raad van Adel tijdens het Verenigd Koninkrijk der Nederlanden aan de gemeente toegekend, op 11 februari 1840 bij Koninklijk Besluit in licht gewijzigde vorm herbevestigd en op 29 juni 1994 bij Ministerieel Besluit met gewijzigde kleuren toegekend.

## Geschiedenis
Wommelgem, dat sinds de 13e eeuw in het bezit was van de familie Immerzeel, zou tot ongeveer 1750 het familiewapen van deze - drie afgesneden fleur-de-lis van sabel op een veld van zilver - gebruiken als haar zegel. Toen in 1776 Simon de Neuff het dorp overkocht, werd het wapen van de familie de Neuf (dat was ontleend aan het sprekend wapen van de vrouw van de stamvader, Jacqueline-Martine d'Eversdyck, vrouwe van Hooghelande) gebruikt als gemeentezegel.
Toen men een aanvraag deed tot het verkrijgen van een gemeentewapen, koos men dan ook ervoor dit laatste familiewapen te gebruiken, maar omdat men kleuren noch figuren afgebeeld op het zegel had gespecificeerd, werden de Rijkskleuren (azuur en goud) gebruikt en de figuren omschreven als zwijnshoofden. Na de Belgische Revolutie werd het wapen met diezelfde Nederlandse Rijkskleuren in 1840 bevestigd, als werden de figuren nu evenwel omschreven als "everzwynskoppen". Het was pas in 1994 dat het wapen in zijn correcte historische kleuren werd toegekend aan de gemeente, te weten in natuurlijke kleuren. Voor de vlag van Wommelgem is deze kleurwijziging echter niet doorgevoerd.

## Blazoen

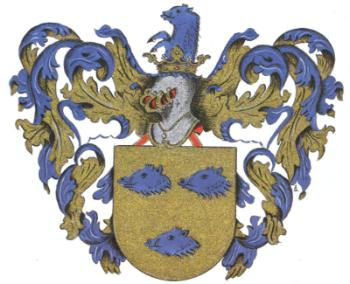
Het oude wapen van Wommelgem met blauwe zwijnshoofden.

De blazoenering van het eerste wapen luidt als volgt:
Van goud, beladen met drie zwijnshoofden van lazuur.— Besluit van 6 oktober 1819 door de Hoge Raad van Adel.
De blazoenering van het tweede wapen luidt:
Een gulden veld, met dry blaeuwe everzwynskoppen afgescheurd, met blaeuwe oogen en slagtanden.— Koninklijk Besluit van 11 februari 1840.
Het huidige wapen heeft de volgende blazoenering:
In goud drie afgerukte everkoppen van natuurlijke kleur.— Ministerieel Besluit van 29 juni 1994.